# Jérôme Valcke
Jérôme Valcke (París, 6 de octubre de 1960) es un periodista y dirigente deportivo francés, que se desempeñó como secretario general de la FIFA, entre el 27 de junio de 2007 y el 17 de septiembre de 2015, fecha en que fue cesado de sus funciones por corrupción.

## Carrera profesional

### Periodista deportivo
Valcke trabajó como periodista en la cadena francesa de televisión Canal+. Desde 1991 a 1997 fue subdirector de deportes, y en 1997 asumió como director ejecutivo del canal de deportes Canal+ Sport, donde se mantuvo hasta 2002; ese año, Sport+ se fusionó dando origen a la agencia deportiva Sportfive, de la que Valcke fue su primer director ejecutivo, hasta 2003.

### Dirigente de la FIFA
En junio de 2003, Valcke ingresó a la federación de fútbol internacional FIFA en Zúrich, donde asumió como director de mercadotecnia y televisión.
En la reunión del Comité Ejecutivo del 27 de junio de 2007, Valcke fue designado como nuevo secretario general de la federación, propuesto por el presidente de la FIFA Joseph Blatter, y fue por lo tanto electo como sucesor de Urs Linsi quien cesó en el cargo el 11 de junio, mientras que Markus Kattner, quien fue secretario general interino entre el 11 y el 27 de junio, asumió como su secretario general adjunto. Valcke se convirtió en el primer secretario general de la FIFA desde 1956 que no nació en Suiza. Valcke respondió a su ascenso con la siguiente declaración: «Es como un sueño para mí».
El 27 de mayo de 2015, el Departamento de Justicia de Estados Unidos abrió una acusación tras la detención de varias pasadas y presentes funcionarios de la FIFA. Afirmó que «un funcionario de alto rango de la FIFA» provocó pagos por un total de US $ 10 millones a ser pagados a banco cuentas en nombre de la CONCACAF y Caribbean Football Union controlada por Warner.
El 17 de septiembre de 2015, FIFA emitió un comunicado donde anunció el cese de su cargo como secretario general del organismo «con efecto inmediato y hasta próximo aviso». Posteriormente fue investigado por el Comité de Ética de la FIFA por «mal uso de fondos y otras infracciones a las reglas y regulaciones de la FIFA», siendo suspendido de las actividades del fútbol por nueve años y se le impuso una multa de 100 mil francos suizos.

## Vida personal
Está casado con Ornella Valcke (nacida Ornella Stocchi), de nacionalidad sudafricana (por lo cual Valcke recibió la ciudadanía sudafricana), con quien tiene dos hijos.
Además de su lengua materna (francés), Valcke también sabe hablar otros idiomas como inglés, alemán y español.[cita requerida]